# I Democratici
I Democratici è stato un partito politico italiano ideato da Romano Prodi e Arturo Parisi e fondato il 27 febbraio 1999, come strumento per favorire la nascita in Italia, nel contesto de L'Ulivo, di un unico soggetto politico riformista, sul modello bipolare, con un esplicito riferimento (il nome "Democratici") a quello esistente negli Stati Uniti d'America. Il simbolo del partito era non a caso l'asinello, lo stesso storico simbolo del Partito Democratico statunitense.

## Storia
Un primo tentativo di rilanciare le idee uliviste di Romano Prodi, dopo l'avvento di Massimo D'Alema a Palazzo Chigi nell'ottobre del 1998, fu Centocittà, movimento politico che riuniva principalmente i sindaci di centro-sinistra delle maggiori città italiane. Principali animatori di Centocittà furono Ermete Realacci (che del movimento fu segretario), Enzo Bianco, Maurizio Fistarol, Francesco Rutelli, Massimo Cacciari, Guglielmo Minervini, Raimondo Fassa (che però, a differenza degli altri, è di destra in quanto leghista), Paolo Gentiloni, Marianna Fragalà, Donato Renato Mosella. Alla sua fondazione partecipò anche l'associazione ambientalista Legambiente. Fondato il 3 novembre 1998, si sciolse pochi mesi dopo, il 13 febbraio 1999. Da qui nacque un processo aggregante degli ultimi ulivisti convinti nel centro-sinistra ulteriormente accelerato dall'imminente scadenza delle elezioni europee del 1999.
Il progetto raccolse in sé il Movimento per l'Ulivo (già Comitati per Prodi per le Elezioni politiche italiane del 1996); I Democratici si proponevano di fondere in un unico soggetto trasversale le culture cristiano-sociale, liberale e socialdemocratica.
All'atto della fondazione aderirono al partito cinque formazioni di diversa estrazione:
- Centocittà, movimento di sindaci ulivisti, con la partecipazione fra gli altri di Massimo Cacciari (Venezia), Maurizio Fistarol (Belluno), Enzo Bianco (Catania), Francesco Rutelli (Roma);
- Italia dei Valori di Antonio Di Pietro (che ne uscirà polemicamente il 6 maggio 2000);
- La Rete di Leoluca Orlando;
- Movimento per l'Ulivo di Marina Magistrelli;
- Unione Democratica di Antonio Maccanico.

Si registrarono anche singole adesioni di personaggi politici vicini a Romano Prodi, indipendenti o provenienti prevalentemente dal Partito Popolare Italiano (tra questi Franco Monaco e Albertina Soliani) o da Rinnovamento Italiano (tra questi Augusto Fantozzi, Gianni Rivera e Carla Mazzuca).
Prodi fu il primo presidente de I Democratici, ma solo dopo due mesi assunse l'incarico di presidente della Commissione europea; alla guida del partito fu scelto quindi Arturo Parisi, già promotore con Mario Segni del referendum del 1991 sulla preferenza unica e sottosegretario di Stato alla Presidenza del Consiglio nel primo governo Prodi.
Il primo appuntamento elettorale furono le elezioni europee del 1999, nelle quali il nuovo partito raccolse poco più 2.400.000 di voti, pari al 7,7%, posizionandosi per numero di voti al secondo posto all'interno della coalizione di centro-sinistra.
Nel 2001, in occasione delle elezioni politiche di quell'anno, I Democratici raggiunsero un'intesa con il Partito Popolare Italiano, Rinnovamento Italiano di Lamberto Dini e l'UDEUR di Clemente Mastella per la presentazione di una lista comune, denominata La Margherita. Un anno più tardi, la lista divenne a tutti gli effetti un partito (ne restò fuori solo l'UDEUR di Mastella). Così dal 3 marzo 2002 i propositi de I Democratici vennero portati avanti all'interno della nuova formazione, considerata come un passo avanti verso l'aggregazione di tutte le forze dell'area dell'Ulivo.

## Ideologia
Molti iscritti ed esponenti erano ex democristiani (come Romano Prodi, Arturo Parisi, Paolo Costa, Leoluca Orlando), mentre molti altri erano già affiliati al Partito Repubblicano Italiano (come Maccanico e Bianco), motivo per cui l'ideologia dei Democratici spaziava dal cattolicesimo sociale di Prodi al liberalismo sociale di Francesco Rutelli (ex Radicale e poi Verde) e degli ex repubblicani, al populismo, alla liberaldemocrazia e alla socialdemocrazia di Antonio Di Pietro. A livello europeo, I Democratici erano affiliati al Partito dell'Alleanza dei Liberali e dei Democratici per l'Europa.
Il partito era ferventemente ulivista (interessato alla creazione di un centro-sinistra più unito e, possibilmente, di un partito comune) ed europeista, favorevole all'instaurazione di un sistema bipartitico, da cui il nome e il simbolo de I Democratici, che erano un riferimento diretto al Partito Democratico statunitense.

## Presidenti
- Romano Prodi (1999)
- Arturo Parisi (1999–2002)

## Nelle istituzioni

### Governi e Ministri della Repubblica Italiana
- Governo D'Alema II (1999-2000)
  - Antonio Maccanico (Ministro per le riforme istituzionali)
  - Enzo Bianco (Ministro dell'interno)
  - Willer Bordon (Ministro dei lavori pubblici)
  - Paolo De Castro (Ministro delle politiche agricole, alimentari e forestali)
- Governo Amato II (2000-2001)
  - Antonio Maccanico (Ministro per le riforme istituzionali)
  - Enzo Bianco (Ministro dell'interno)
  - Willer Bordon (Ministro dell'ambiente)

### Sottosegretario alla presidenza del Consiglio dei ministri
- Enrico Micheli (Governo D'Alema II, Governo Amato II)

### Collocazione parlamentare
- Maggioranza (1999-2001)
- Opposizione (2001-2002)

## Risultati elettorali
| Elezione       | Elezione     | Elezione                                | Voti                                    | %        | Seggi |
| -------------- | ------------ | --------------------------------------- | --------------------------------------- | -------- | ----- |
| Europee 1999   | Europee 1999 | 2.402.435                               | 7,7                                     | 6 / 87   |       |
| Politiche 2001 | Camera       | In Democrazia è Libertà - La Margherita | In Democrazia è Libertà - La Margherita | 23 / 630 |       |
| Politiche 2001 | Senato       | Ne L'Ulivo                              | Ne L'Ulivo                              | 9 / 315  |       |